# Jan Tinetti

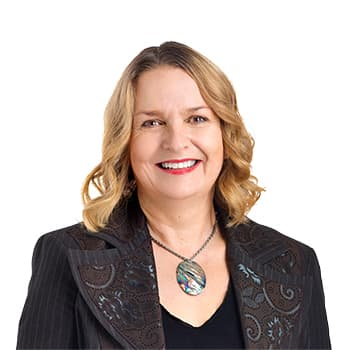
Jan Tinetti, 2020

Janette Rose Tinetti (geboren 1968 in Hokitika, Neuseeland) ist eine neuseeländische Politikerin der New Zealand Labour Party. Sie ist seit 2017 Mitglied des Repräsentantenhauses, seit 2020 amtierende Ministerin für Frauen des Landes und seit 2023 Bildungsministerin sowie Ministerin für die Verringerung der Kinderarmut im Kabinett von Chris Hipkins.

## Biografie

### Privatleben und Ausbildung
Tinetti wurde in Hokitika in West Coast, Neuseeland, geboren und wuchs in Christchurch auf. Ihre Schulausbildung erhielt sie am Villa Maria College, danach studierte sie am Christchurch College of Education, wo sie ein Lehrdiplom erwarb, und an der University of Canterbury, wo sie mit einem Master of Education abschloss. Sie wurde Lehrerin in Invercargill und Greymouth sowie Gewerkschaftsmitglied. Danach wurde sie Schuldirektorin in verschiedenen Schulen in Southland and Tauranga, zuletzt Direktorin der Merivale School in Tauranga. Sie ist mit David Merton verheiratet, dessen Vater Don Merton ein bekannter Naturschützer war, und hat mit diesem zwei Kinder. 2019 machte sie öffentlich publik, dass bei ihr Brustkrebs diagnostiziert wurde.

### Politische Karriere
Tinetti kandidierte bei den Wahlen 2017 in Tauranga für die Labour Party und wurde auf der Liste der Partei auf Platz 15 gesetzt. Sie wurde in ihrem Wahlbezirk Zweite hinter dem Amtsinhaber Simon Bridges, der mit 11.252 Stimmen Vorsprung gewann. Über die Parteiliste gelang ihr jedoch der Einzug ins Parlament und sie war Mitglied und stellvertretende Vorsitzende des Ausschusses für Bildung und Arbeitskräfte.
Bei den Parlamentswahlen 2020 kandidierte sie erneut in Tauranga und belegte mit einem Abstand von 1.856 Stimmen erneut den zweiten Platz hinter Bridges. Sie kam entsprechend erneut über die Parteiliste, wo sie auf Platz 32 gelistet war, in das Parlament.
Bei der Bildung des Kabinetts von Premierministerin Jacinda Ardern wurde sie als Innenministerin des Landes in Nachfolge von Tracey Martin sowie Ministerin für Frauen in Nachfolge von Julie Anne Genter und stellvertretende Bildungsministerin berücksichtigt und bekleidet diese Ämter entsprechend seit dem 6. November 2020.

### Ministerämter in der Regierung Ardern
Ministerämter im 2. Kabinett von Jacinda Ardern:

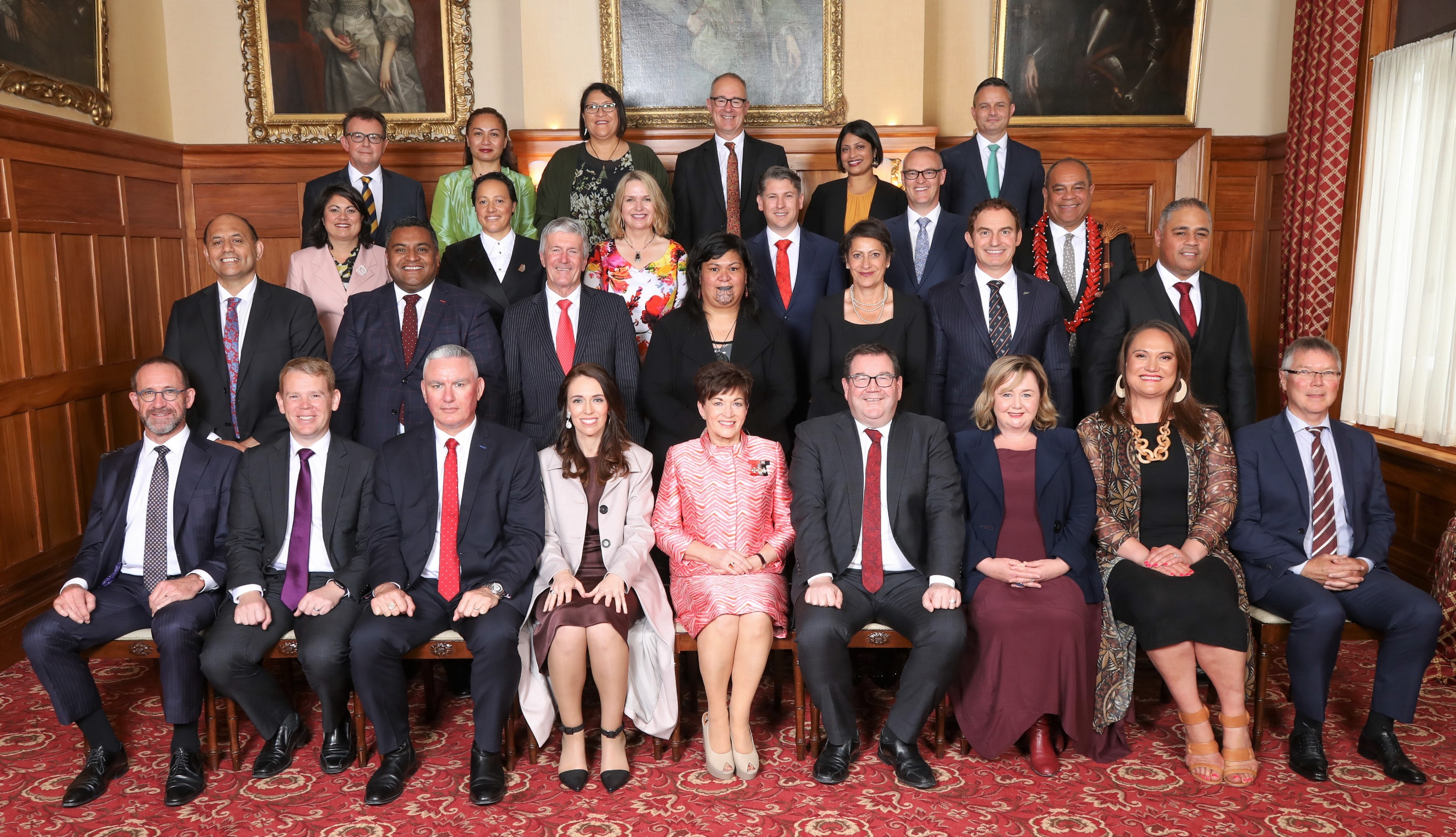
Jan Tinetti (2020)
4. von links in der dritten Reihe

| Minister                                            | vom              | bis             |
| --------------------------------------------------- | ---------------- | --------------- |
| Minister of Internal Affairs                        | 6. November 2020 | 25. Januar 2023 |
| Minister for Women                                  | 6. November 2020 | 25. Januar 2023 |
| Associate Minister of Education (School Operations) | 6. November 2020 | 25. Januar 2023 |

### Ministerämter in der Regierung Hipkins
Mit dem Rücktritt von Jacinda Ardern als Premierministerin in der laufenden Legislaturperiode und der Übernahme des Amtes durch ihren Parteikollegen Chris Hipkins am 25. Januar 2023, blieben zwei Ministerämter von Tinetti unverändert.
| Minister                             | vom             | bis               |
| ------------------------------------ | --------------- | ----------------- |
| Minister of Internal Affairs         | 25. Januar 2023 | 1. Februar 2023   |
| Acting Minister of Education         | 25. Januar 2023 | 1. Februar 2023   |
| Minister for Women                   | 25. Januar 2023 | 27. November 2023 |
| Minister of Education                | 1. Februar 2023 | 27. November 2023 |
| Minister for Child Poverty Reduction | 1. Februar 2023 | 27. November 2023 |

Quellen: Department of the Prime Minister and Cabinet New Zealand Parliament
Mit der nachfolgenden regulären Parlamentswahl, die am 14. Oktober 2023 stattfand, verlor die Labour Party ihre Regierungsmehrheit an die New Zealand National Party. In ihrem Wahlkreis Tauranga konnte sie abgeschlagen nur den zweiten Platz erreichen und bekam wiederholt einen Sitz im Parlament nur über die Liste ihrer Partei.